# Gränichen
Gränichen és un municipi del cantó d'Argòvia (Suïssa), situat al districte d'Aarau. El 2023 tenia 8.625 habitants.

## Fills il·lustres
- Werner Arber (1929 -) microbiòleg i genetista, Premi Nobel de Medicina o Fisiologia de l'any 1978.[2]